# Colluricincla boweri
El picanzo de Bower (Colluricincla boweri) es una especie de ave paseriforme la familia Pachycephalidae endémica del noreste de Australia. Sus hábitats naturales son los bosques húmedos tropicales.